# Marianne Buggenhagen
Marianne Buggenhagen (* 26. Mai 1953 in Ueckermünde) ist eine deutsche Leichtathletin mit einer Sportkarriere im Behindertensport, in der sie unter anderem neun Goldmedaillen bei sieben Paralympischen Sommerspielen gewann. Seit ihrem 23. Lebensjahr nutzt sie einen Rollstuhl.

## Leben
Buggenhagen besuchte von 1959 bis 1969 die Polytechnische Oberschule in Ueckermünde. Sie wurde wegen ihrer Körpergröße (1,80 Meter mit 14 Jahren) für den Volleyballsport entdeckt, wurde Mitglied beim SC Dynamo Berlin und absolvierte neben dem Training eine Ausbildung zur Krankenschwester in Berlin-Buch. 1972 erlitt sie einen Bandscheibenvorfall, wurde mehrmals operiert und ist seit 1977 querschnittsgelähmt. Sie wurde Mitglied der BSG Medizin Buch und war seitdem Leistungssportlerin in den Wurfdisziplinen der Leichtathletik (Kugelstoßen, Diskuswurf, Speerwurf).
Buggenhagen ist Sozialarbeiterin in einer Berliner Klinik für Querschnittgelähmte. Sie lebt mit ihrem Ehemann in Bernau bei Berlin.

## Leistungen
Marianne Buggenhagen gewann insgesamt neun Goldmedaillen bei sieben Teilnahmen an den Paralympics. Sie errang Weltmeister-, Europameister- und über 140 nationale Titel.

## Ehrungen
- 1991: Silbermedaille für den Behindertensport
- 1992: Goldenes Band der Berliner Sportjournalisten
- 1992: Silbernes Lorbeerblatt
- 1993: „The Victory Awards“ in Washington D.C.
- 1994: Sportlerin des Jahres der ARD-Publikumswahl[4]
- 1994: Verdienstorden des Landes Berlin
- 1994: Frau des Jahres des Deutschen Staatsbürgerinnenverbandes
- 1995: „Noel Foundation Awards“ in Los Angeles
- 1999: Ehrenbürgerin der Stadt Ueckermünde
- 2001: Silbernes Lorbeerblatt
- 2001: Hans-Heinrich-Sievert-Preis
- 2010: Verdienstmedaille des Bundesverdienstkreuzes
- 2018: Bundesverdienstkreuz am Bande[3]
- 2021: Hall of Fame des deutschen Sports

Zwei Förderschulen mit dem Förderschwerpunkt „Körperliche und motorische Entwicklung“ wurden nach ihr benannt: die Marianne-Buggenhagen-Schule in Darlingerode und in Berlin-Buch.

## Publikationen
- Ich bin von Kopf bis Fuß auf Leben eingestellt. Die Autobiographie. Sportverlag, Berlin 1996, ISBN 3-328-00698-2.